# Светлые Горы
Светлые Горы — посёлок в Московской области России. Входит в городской округ Красногорск. Население — 422 чел. (2010). 

## География
Расположен в северной части городского округа, на притоке реки Банька — реке Синичке, в 9 км от МКАД, высота центра над уровнем моря 188 м. Ближайшие населённые пункты: примыкающие с севера Коростово и Аристово в 1 км на запад.
В посёлке 1 улица (Пятницкое шоссе), приписано 6 садовых товариществ. С Москвой Светлые Горы связаны автобусным сообщением.

## История
В посёлке установлен памятник погибшим в Отечественную войну односельчанам.
До 1999 года — посёлок санатория «Светлые Горы». 
В 1994—2005 годах посёлок входил в Марьинский сельский округ Красногорского района, а с 2005 до 2017 года включался в состав Отрадненского сельского поселения Красногорского муниципального района. 

## Население
| 2002 | 2006 | 2010 |
| ---- | ---- | ---- |
| 422  | →422 | →422 |

## Организации
- ФГБУН «Научный центр биомедицинских технологий ФМБА России» (пос. Светлые Горы, владение 1)